# Adidas Yeezy
Adidas Yeezy是德国运动服装公司阿迪达斯与美国设计师、说唱歌手、企业家和名人坎耶·韦斯特之间的合作系列。此次合作因其限量发售的营销模式而引人注目。此次合作还包括了衬衫、夹克、运动裤、袜子、拖鞋、女鞋和拖鞋。该系列人气最高、反响最好的产品是该系列的运动鞋，首个运动鞋款式（“Boost 750”）于2015年2月发布。
2022年10月，在韦斯特通过社交媒体发表反犹言论后，阿迪达斯终止了与韦斯特的合作。
2025年2月，Yeezy推出一款印有納粹黨黨徽的T恤，導致其線上商店被下架。

## 历史
第一个与坎耶·韦斯特正式合作的品牌是Bape。坎耶·韦斯特和Bape一起发布了一双名为“College Dropout”的鞋，市场上非常罕见，转售价格很高。 他还为路易威登和Giuseppe Zanotti设计过鞋子。 坎耶·韦斯特曾经与美国运动用品公司耐克在持合作中发布过Air Yeezy运动鞋系列，但他与耐克的合作仅持续了五年，共发布了两种运动鞋款式，后在2013年与耐克终止了合作。

坎耶·韦斯特最初于2006年为阿迪达斯设计了一款鞋，但从未发布。2015年2月，在阿迪达斯和坎耶·韦斯特确认合作一年零三个月后，合作的首批产品正式亮相。“Yeezy Season 1”时装秀备受期待，蕾哈娜、肖恩·库姆斯和坎耶·韦斯特的妻子金·卡戴珊等名人都出席了本次时装秀。“Yeezy Season 2”和“Yeezy Season 3”在发布后也取得了显着的成功。与阿迪达斯的合作中，坎耶·韦斯特获得了其品牌100%的所有权，同时对发布的产品拥有完全的创意控制权。

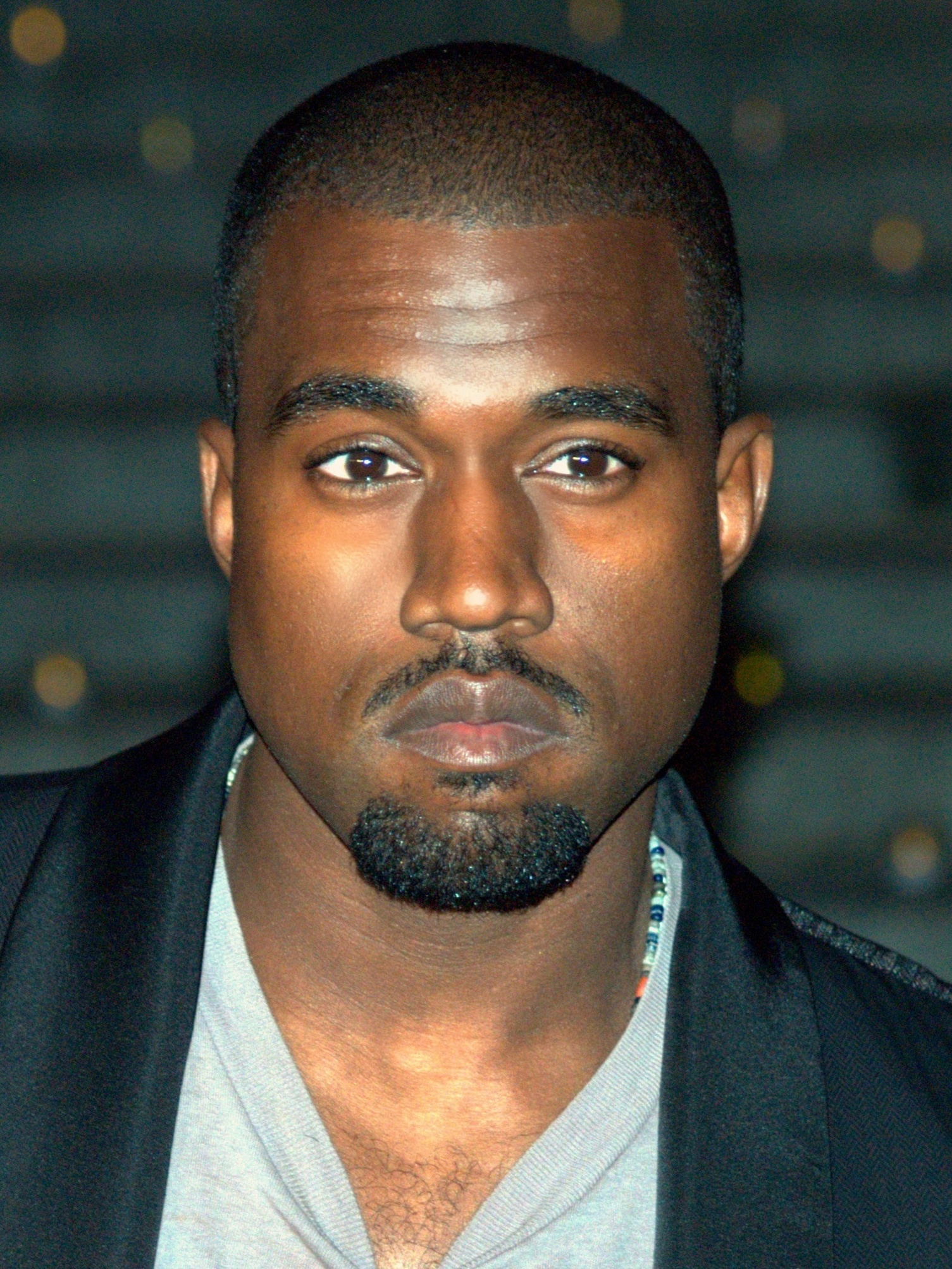
坎耶·韦斯特

2016年6月，坎耶·韦斯特和阿迪达斯宣布延长合同并推出新的Yeezy系列。  阿迪达斯在2016至2017年间美国的市场份额几乎翻了一番，截至2017年5月底，品牌在美国市场占有率为11.3%，而2016年同期仅为6.3% 。
2018年，Yeezy品牌估值突破15亿美元，到2019年，Yeezy运动鞋系列销售额创造了13亿美元年收入的记录。 
2019年12月，时任adidas全球副总裁的Jon Wexle成为Yeezy的新任总经理。
2022年10月，在韦斯特通过社交媒体发表反犹言论后，阿迪达斯终止了与韦斯特的合作。
2025年2月11日，Yeezy推出一款印有納粹黨黨徽的T恤，導致其線上商店被Shopify下架。

## 影响
Adidas Yeezy的运动鞋系列对运动鞋收集文化产生了不可忽视的影响，尽管Jay-Z和在2000年代初期与锐步签约并取得了成功，但Adidas Yeezy通过特有的营销手段取得了更显著的成功（Adidas Yeezy运动鞋系列被GQ评为2016年最具影响力的运动鞋。）

## 争议
坎耶·韦斯特本人由于各种不当言论备受争议，与其合作的Yeezy系列也受到了影响。
由于时尚爱好者的大量涌入以及其限量发售的营销模式，Yeezy系列的价格一度受到炒作而暴涨受到社会多方批评。
英国《每日镜报》发布过一份关于中国代工Yeezy Boost 350 V2工厂的工人报酬过低，工作时间过长的报道。《每日镜报》指出，虽然工人的收入比最低工资标准要高，但是他们的每月薪酬仅为147英镑约合人民币1270元，甚至低于一双Yeezy Boost运动鞋（在英国的售价为150英镑）。阿迪达斯进行了反驳，表示其工作场所的标准行为守则都是是基于国际劳工组织和联合国公约而制定的，同时遵循国际劳工组织最高工作时间的标准和当地法律。

## 服饰
“Yeezy Season 1”于2015年10月29日发布，是此次合作发布的第一个服装系列。  该系列以其简约的成衣风格而著称，服饰风格借鉴了军装和肉色。 价格从运动裤的600美元到夹克的3,000美元不等。 尽管鞋类很快售罄，但服装系列却没有。
在"Yeezy Season 4"，阿迪达斯和坎耶·韦斯特重新推出了几款带有阿迪达斯品牌标识的服装。"Yeezy Season 6"于2018年1月开启，包括帕丽斯·希尔顿和其他模特，此次展演模特们化妆来"扮演"成卡戴珊。

## 鞋类
Adidas Yeezy运动鞋通过名人普及等多种因素的综合作用，已经成为极具影响力和运动鞋收集爱好者们梦寐以求的运动鞋。 

### 科技
大部分鞋款采用阿迪达斯的boost材质以及一体式Primeknit编织物料。 

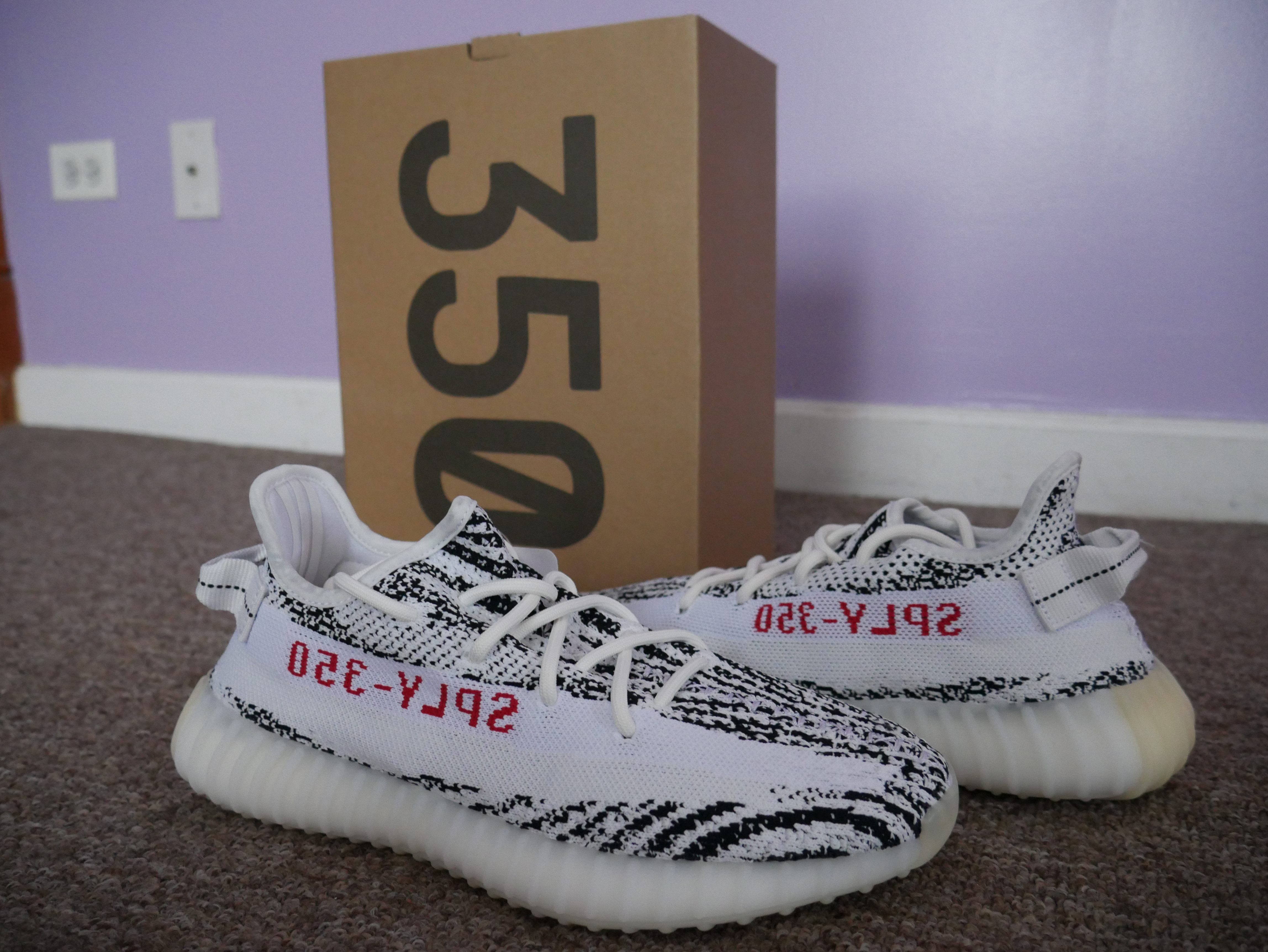
Adidas Yeezy Boost v2 "Zebra"

### Yeezy Boost 750
2013年12月3日，阿迪达斯与坎耶·韦斯特确认了新的运动鞋合作协议。  Adidas Yeezy Boost 750“Light Brown”首发限量9000双，并在10分钟内售罄。  2月21日至28日期间，Yeezy Boost 750 “Light Brown” 在实体店铺发售。 

### Yeezy Boost 350

Adidas Yeezy Boost 350 “海盗黑”配色

2015年6月27日，合作的第二款鞋Yeezy Boost 350在全球发售。 作为最受欢迎的Yeezy运动鞋系列，首个配色发售当年（2015年），就帮助阿迪达斯销售额同比前年上涨约48%，并且收获了大量人气。

### Yeezy Boost 700
Adidas Yeezy Boost 700在2017年Yeezy Season 5时装秀上首次亮相。这双鞋于2017年8月12日以300美元的价格通过Yeezy Supply独家发售。2018年还推出口香糖白和黑色两种配色。
2019年3月23日，Adidas Yeezy Boost 700 V2“Geode”配色与全国性的柠檬水摊位慈善活动同步推出，为全国精神疾病联盟（National Alliance of Mental Illness）筹集资金。

### Yeezy 500
Adidas Yeezy 500于2017年12月发布，作为预订单，预计于2018年3月交付。首个亮相的配色被称为“沙漠鼠”。
该型号的高帮版本Yeezy 500 High于2019年12月发布。首次亮相的配色被称为“Slate”。

### Yeezy Boost 380
第一款Adidas Yeezy Boost 380于2019年12月发布，在无任何预告的情况下于韦斯特的服装发布网站Yeezy Supply突然发布。首次亮相的配色为“Alien”。

### Yeezy 拖鞋
第一款Adidas Yeezy Slide于2019年12月发布，首次亮相的配色称为“Bone”。拖鞋使用EVA泡沫材质制成。

### Yeezy 450
Adidas Yeezy 450于2021年3月6日首次亮相，首发配色名为“Cloud White”，随后是“Dark Slate”配色。Yeezy 450的零售价为200美元。 

### Yeezy QNTM BSKTBL
Yeezy QNTM BSKTBL于2020年春季发布，是Yeezy QNTM（Lifestyle Model）的篮球鞋版本，适用于硬木场地。

### Yeezy Foam Runner
Yeezy Foam Runner是第一款于美国本土制造的Adidas Yeezy鞋款，于2020年6月26日首次通过Yeezy Supply独家发售，这款鞋的零售价为75美元。首次亮相的配色被称为“Ararat”。

### Yeezy Knit Runner
Adidas Yeezy Knit Runner（又称为 Knit RNR）于2021年9月23日首次亮相，首发配色名为“Sulfur”。 这款鞋的零售价为200美元。Knit Runner从Yeezy Foam Runner款式中汲取灵感，同时主要由针织材料制成。

### Yeezy NSLTD Boot
Adidas Yeezy NSLTD BT（意为绝缘靴）于2021年11月5日首次亮相，首次亮相的配色名为“Khaki”。这些靴子的零售价为340美元。

### Yeezy 1050
Yeezy 1050于2021年7月28日在亚特兰大梅赛德斯-奔驰体育场的一场先行试听演唱会上首次亮相，当时坎耶·韦斯特的第十张录音室专辑Donda与他的另一款Yeezy服装一起穿着。 第一个配色被称为“Hi-Res”，它是橙色的高帮鞋，但形状却是一种紧身靴子。 该产品的发布日期仍然未知，但预计零售价为400美元。